# 海岸通 (風の曲)
「海岸通」（かいがんどおり）は、伊勢正三が作詞・作曲、瀬尾一三が編曲した風の楽曲。

## 概要
1975年6月5日、風のオリジナル・アルバム『風ファーストアルバム』の収録曲として発表された。1975年度のオリコンアルバムチャート1位、同年のアルバム年間28位。
1979年4月25日、風のベスト・アルバム『Old Calendar〜古暦〜』に再収録。また同日、イルカがカバー・シングルとして発売しヒットさせた。

## カバー

### イルカのカバー
1979年4月、昨1978年12月に長男・神部冬馬の出産・産休明けとなったイルカの歌唱によるカバーバージョンが、シングルとして発売された。

#### 収録曲
1. 海岸通
作詞・作曲:伊勢正三／編曲:佐藤準
2. つばめの帰る家
作詞・作曲:イルカ／編曲:石川鷹彦

## その他のカバー
- アグネス・チャン
- 岩崎宏美
- 坂本冬美
- やなわらばー

など